# Liste der Kulturdenkmale im Stadtteil Neue Vorstadt

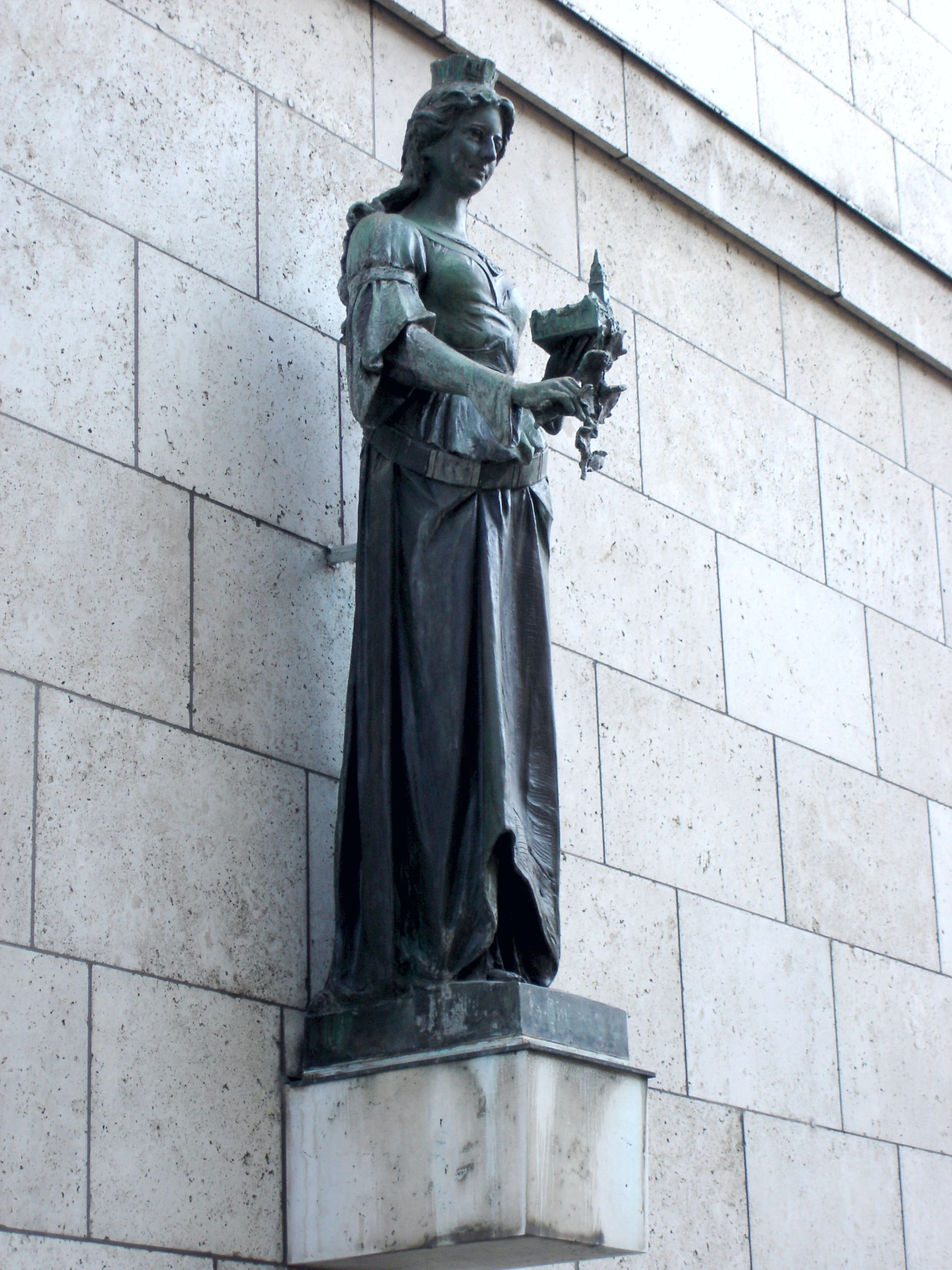
Stuttgardia

In der Liste der Kulturdenkmale im Stadtteil Neue Vorstadt sind alle unbeweglichen Bau- und Kunstdenkmale im Stuttgarter Stadtteil Neue Vorstadt aufgeführt, die in der Liste der Kulturdenkmale. Unbewegliche Bau- und Kunstdenkmale der Unteren Denkmalschutzbehörde für diesen Stadtbezirk Stuttgarts verzeichnet sind. Stand dieser Liste ist der 25. April 2008.  Die Liste wurde seitdem reduziert, so dass sich hier auch Objekte finden, die möglicherweise aktuell nicht mehr unter Denkmalschutz stehen.
Diese Liste ist nicht rechtsverbindlich. Eine rechtsverbindliche Auskunft ist lediglich auf Anfrage bei der Unteren Denkmalschutzbehörde der Stadt Stuttgart erhältlich.

## Allgemein
- Bild: Zeigt ein ausgewähltes Bild aus Commons, „Weitere Bilder“ verweist auf die Bilder im Medienarchiv Wikimedia Commons.
- Bezeichnung: Nennt den Namen, die Bezeichnung oder die Art des Kulturdenkmals.
- Lage: Straßenname und Hausnummer oder Flurstücknummer des Kulturdenkmals, gegebenenfalls auch den Ortsteil. Die Grundsortierung der Liste erfolgt nach dieser Adresse. Der Link (Karte) führt zu verschiedenen Kartendiensten mit der Position des Kulturdenkmals. Fehlt dieser Link, wurden die Koordinaten noch nicht eingetragen. Sind diese bekannt, können sie über ein Tool mit einer Kartenansicht einfach nachgetragen werden. In dieser Kartenansicht sind Kulturdenkmale ohne Koordinaten mit einem roten bzw. orangen Marker dargestellt und können durch Verschieben auf die richtige Position in der Karte mit Koordinaten versehen werden. Kulturdenkmale ohne Bild sind an einem blauen bzw. roten Marker erkennbar.
- Datierung: Baubeginn, Fertigstellung, Datum der Erstnennung oder grobe zeitliche Einordnung entsprechend des Eintrags in der zuständigen Denkmaldatenbank (Landesamt für Denkmalpflege Baden-Württemberg).
- Beschreibung: Kurzcharakteristik des Kulturdenkmals.

## Kulturdenkmale im Stadtteil Neue Vorstadt
| Bild           | Bezeichnung                                                                                                | Lage                                              | Datierung                   | Beschreibung | ID |
| -------------- | --- | ------------------------------------------------- | --------------------------- | --- | -- |
| Weitere Bilder | „Obere Calwer Straße“ Gesamtanlage nach § 19                                                               | Calwer Straße (Karte)                             |                             | Der Begriff 'Gesamtanlage' ist hier kurz erklärt. Also ist das Straßenbild mit seinem Grundriss, den Grün- und Freiflächen sowie der Gesamtheit der historischen Bausubstanz unter Schutz gestellt. Geschützt nach § 19 DSchG |    |
|                | Portal | Calwer Straße 36 (Karte)                          | 1775–1800                   | Barock (Spätbarock) Geschützt nach § 2 DSchG |    |
|                | Mehrfamilienhaus mit Ladenlokal                                                                            | Calwer Straße 37 (Karte)                          | 1861, 1869–1870             | Klassizismus, Rokoko Geschützt nach § 2 DSchG |    |
|                | Mietshaus mit Ladenlokalen                                                                                 | Calwer Straße 39 (Karte)                          | 1775–1800                   | Barock Geschützt nach § 2 DSchG |    |
|                | Fachwerkfassade des Mietshauses mit ehemaliger Gaststätte                                                  | Calwer Straße 40 (Karte)                          | 1793                        | Barock (Spätbarock) Geschützt nach § 2 DSchG |    |
|                | Miets- und Geschäftshaus                                                                                   | Calwer Straße 41 (Karte)                          | 1886                        | Historismus - ital./franz. Neorenaissance, Bernhard Schnauz Geschützt nach § 2 DSchG |    |
|                | Ehemaliges Palais Gültlingen (Sachgesamtheit)                                                              | Calwer Straße 43, 45; Flst.Nr. 317/2 (Karte)      | 1400–1700, 1747             | Barock Geschützt nach § 2 DSchG |    |
|                | Mehrfamilienhaus mit Ladenlokal                                                                            | Calwer Straße 50 (Karte)                          | 1793                        | Barock (Spätbarock) Geschützt nach § 2 DSchG |    |
|                | Geschäfts- und Mietshaus                                                                                   | Calwer Straße 58 (Karte)                          | 1793, 1870, 1897            | Historismus - Neobarock, Louis-Seize-Formen, Georg Friedrich Bihl und Alfred Woltz (Umbau von 1897) Geschützt nach § 2 DSchG                                                                                                  |    |
|                | Geschäfts- und Mietshaus                                                                                   | Calwer Straße 62, 64 (Karte)                      | 1904–1906                   | Historismus - Neoromanik, Jugendstil, Hengerer und Katz Geschützt nach § 2 DSchG |    |
|                | Ehemaliges Hotel und Restaurantgebäude                                                                     | Friedrichstr. 35 (Karte)                          | 1901                        | Historismus - deutsch Neorenaissance, Ludwig Eisenlohr und Carl Weigle Geschützt nach § 2 DSchG |    |
|                | Geschäfts- und Mietshaus                                                                                   | Friedrichstr. 39 (Karte)                          | 1899                        | Historismus - Neogotik, deutsche Neorenaissance, Carl Heim und Heinz Sipple Geschützt nach § 2 DSchG |    |
|                | Geschäfts- und Mietshaus                                                                                   | Friedrichstr. 41 (Karte)                          | 1910                        | Neoklassizismus, Heinrich und Alfred Storz Geschützt nach § 2 DSchG |    |
| Weitere Bilder | Werksteinfassade des Mietshauses mit Ladenlokalen                                                          | Fritz-Elsas-Str. 50 (Karte)                       | 1899                        | Historismus - Neogotik, deutsche Neorenaissance, Karl Beisbarth und Jakob Früh Geschützt nach § 2 DSchG |    |
|                | Inschriftstein                                                                                             | Heustr. 4 (Karte)                                 | 1761                        | Barock Geschützt nach § 2 DSchG |    |
|                | Portaleinfassung des ehemaligen Lehrlings-„Vereinshauses zum Joh. Brenz“                                   | Hohe Straße 11 (Karte)                            | 1901                        | Historismus, Hengerer und Katz Geschützt nach § 2 DSchG |    |
| Weitere Bilder | Reformationsdenkmal Sachgesamtheit mit Ruine der evangelischen Hospitalkirche                              | Hospitalstr. 20 (Karte)                           | 1471–1493, 1729–1738, 1917  | Jakob Brüllmann, Bildhauer (Denkmal 1917) Geschützt nach § 2 DSchG |    |
|                | Königin-Olga-Bau, Geschäftshaus der Dresdner Bank                                                          | Königstr. 9 (Karte)                               | 1950–1951                   | Stahlskelettkonstruktion, Paul Schmitthenner und Erich Hengerer Geschützt nach § 2 DSchG |    |
| Weitere Bilder | Musikpavillon (Teil der SG Schloßplatz)                                                                    | Königstr. 9/1 (Karte)                             | 1871                        | Maurischer Stil, Christian Friedrich von Leins (nicht sicher) Geschützt nach § 2 DSchG |    |
|                | Geschäftshaus der Commerzbank                                                                              | Königstr. 11 (Karte)                              | 1921–1923                   | Antikisierende Formen, Bielenberg und Moser Geschützt nach § 2 DSchG |    |
|                | Marquardt-Bau (Hotel und Geschäftshaus) Teil der Sachgesamtheit                                            | Königstr. 22 (Karte)                              |                             | Historismus - Neorenaissance, Neobarock Geschützt nach § 2 DSchG |    |
| Weitere Bilder | Königsbau (Konzert- und Geschäfts- bzw. Passagengebäude)                                                   | Königstr. 28 (Karte)                              | 1855–1859, 1958–1959        | Klassizismus, Christian Friedrich Leins; Johann Michael Knapp Geschützt nach § 12 DSchG |    |
|                | Haus Englisch, Geschäftshaus                                                                               | Königstr. 33 (Karte)                              | 1954                        | Internationaler Stil ab 1950, Paul Stohrer Geschützt nach § 2 DSchG |    |
|                | Geschäftshaus                                                                                              | Königstr. 34 (Karte)                              | 1950–1951                   | Internationaler Stil ab 1950, Stahlskelettbau, Rolf Gutbier Geschützt nach § 2 DSchG |    |
|                | Ehemalige Neue Kanzlei alias Stockgebäude                                                                  | Königstr. 44, Kronprinzstr. 5 (Karte)             | 1578, 1833–1838, 1947–1949  | Gottlob Georg Barth, Oberbaurat, und Adam Friedrich Gross Geschützt nach § 12 DSchG |    |
| Weitere Bilder | Mittnachtbau (Verwaltungs- und Geschäftshaus)                                                              | Königstr. 46 (Karte)                              | 1926–1928                   | Expressionismus, Neue Sachlichkeit, Ludwig Eisenlohr, Oberbaurat; Ludwig Eisenlohr, Regierungsbaumeister; Oskar Pfennig Geschützt nach § 2 DSchG                                                                              |    |
|                | Rotebühlbau (ehemalige Kaserne) nebst Siebener-Denkmal und Siebener-Brünnele (Sachgesamtheit)              | Rotebühlplatz 30 (Karte)                          | 1827, 1843                  | Klassizismus, Johann Kaspar Vogel, Baurat; Ludwig Friedrich Gaab, Hofbaumeister; Fritz von Graevenitz, Bildhauer und Hauptmann a. D. (Denkmal und Brünnele, 1927) Geschützt nach § 2 DSchG                                    |    |
|                | Alter Postplatz-Brunnen                                                                                    | Rotebühlplatz Flst.Nr. 196, 363 (Karte)           | 1820                        | Klassizismus, von Nikolaus Friedrich Thouret, Prof. Geschützt nach § 2 DSchG |    |
| Weitere Bilder | Ehemaliger Prinzenbau mit Kanzleibogen-Brunnen (Sachgesamtheit)                                            | Schillerplatz 4 (Karte)                           | 1605, 1663–1668, 1708, 1776 | Heinrich Schickhardt (1605), Matthias Weiß (1663–1668); Johann Friedrich Nette (1708); Reinhard Ferdinand Heinrich Fischer, Hofbaumeister; J.B. Stähle (Brunnen in Louis-Seize-Formen 1778–1787) Geschützt nach § 12 DSchG    |    |
| Weitere Bilder | Schloßplatz (mit Jubiläumssäule, Springbrunnen, Musikpavillon und Herzog-Christoph-Denkmal) Sachgesamtheit | Schloßplatz, Flst.Nr. 660/1 (Karte)               | 1860–1870                   | Klassizismus, Historismus, exotische Elemente, Friedrich Wilhelm Hackländer, Gartendirektor und Christian Friedrich von Leins Geschützt nach § 2 DSchG                                                                        |    |
| Weitere Bilder | Landesgewerbemuseum und -amt                                                                               | Schloßstr. 23, 25, Willi-Bleicher-Str. 19 (Karte) | 1889–1896                   | Historismus - ital./franz. Neobarock, Skjøld Neckelmann, Prof.; August Hartel Geschützt nach § 2 DSchG |    |
|                | Wirtschaftsministerium                                                                                     | Theodor-Heuss-Str. 4 (Karte)                      | 1954–1957                   | Internationaler Stil ab 1950, Stahlskelettbau, Rudolf Hanke, Bauabteilung der Oberfinanzdirektion Geschützt nach § 2 DSchG |    |
| Weitere Bilder | Ehemalige Städtische Gewerbeschule                                                                         | Weimarstr. 26 (Karte)                             | 1909                        | Neoklassizismus, Willy Graf Geschützt nach § 2 DSchG |    |